# 甘丹曲果林寺 (日喀则市)
甘丹曲果林寺，藏语称“甘丹曲果林”，位于中华人民共和国西藏自治区日喀则市南木林县南木林镇雪堆村，是一座藏传佛教格鲁派寺院，原来是噶玛噶举派红帽系祖庭。

## 简介
甘丹曲果林寺，又称“香甘丹曲果林寺”（又译“湘甘丹曲果林寺”），位于日喀则市南木林县驻地以南、雅鲁藏布江北岸。
南木林县旧名“香”（又译“湘”）。因此处地形酷似“象鼻”，故得名（“湘”在藏语中是“鼻”的敬语词）。吐蕃时期，该地被编为西藏叶茹之腹地。元朝在此设西藏十三万户（拉堆洛、拉堆绛、固莫、曲米、香、夏鲁、嘉麻、止贡、蔡巴、唐波齐、帕莫竹、雅桑、羊卓）之一的香万户，归属香万户长管辖。14世纪初，帕竹王朝（司徒·绛曲坚赞创建）征服十三万户，建立了十三宗谿，南木林宗政府随之成为该地区的政治、经济、文化中心，同时此处又为藏传佛教香巴噶举派的发祥地。
甘丹曲果林寺坐北朝南，原名“噶衮松饶林寺”，由噶玛噶举派红帽系第三世活佛却贝益西创建，为噶玛噶举派红帽系祖庭。却贝益西（1405年－1452年），意为“法吉祥智”，生于娘波地方的克咱多，父亲名桑智，母亲名白萨。他的乳名为“彭措”，意思是“具足幸福圆满”。他周岁时被迎至达孜南嘉岭寺供养，拜喇嘛却桑巴为师，学习《黑棒护法》、《金刚亥母》等等灌顶修法；依比丘僧官扎巴学习《密续十七心滴》等等。8岁时，他在邦多地方依大宝法王得银协巴（1384年－1415年）受优婆塞戒，此后由法王得银协巴做亲教师、罗哲坚赞华桑布做轨范师受出爱戒。他在得银协巴座前学习无量的灌顶、经教，大明皇帝赐给他金刚持（即持金刚）佛像以及铃杵、檀板等法器。13岁时，他到涅波对贡波巴的各个寺庙进行大规模扩建，在咱日扎善郡那里修“无量寿佛长寿法类”。1423年（藏历之水兔年），他和噶玛巴·通瓦顿丹（1416年－1453年，噶玛噶举派黑帽系第六世活佛）来到峨喀扎西塘，依泽敏仁波切·索南桑波受比丘戒，此后在嘉措岗措寺从四论师日比热智（喀觉旺波的第子）学习《慈氏五论》、《自生金刚全庥》、《龙树中论》等著作。1433年（藏历之水牛年），他从娘波开始周游周松、绛乃、玛察同、峨阿日汤等地，到贡德与蒙区之间传法，到枳冬与布达地区传法；后来他转道至楚普作施供，赴乃朗寺说法。此后，他筹备兴建了“噶衮松饶林”（意为“噶举派讲经院”）。另一种说法称，该寺是藏历第十四绕迥（1462年）由第五世噶玛巴的弟子洛追创建。
五世达赖执政时期，噶衮松饶林寺成为被强令改宗格鲁派的西藏“十三林”之一，寺名随之改为“甘丹曲果林”（意为“喜足讲经院”）。根据藏文史书记载：“西藏噶丹颇章政权的确立，使新兴的格鲁派达到藏传佛教各教派前所未有的高峰，并对西藏其他教派尤其是噶举派寺庙采取敌视措施，甚至发生激烈冲突，被新兴的格鲁派毁过等等。”西藏境内的噶举派寺庙势力受到格鲁派日益削弱，格鲁派制定严格的僧制以显示格鲁派的威信，对该寺也不例外。
甘丹曲果林寺原来建筑规模很大，依山而建，有1个大经堂以及10个殿堂、2个扎仓、11个康村，僧人800多名。寺内主供释迦牟尼（约9米高）及文殊菩萨塑像。另一种说法称，该寺主供江白伟巴（江木央）佛，主要开展以“颂五世达赖阿旺洛桑嘉措”为内容的宗教活动。
文化大革命中，甘丹曲果林寺被毁。1985年，国家拨款在该寺废墟上修复了和原来规模相同的大经堂及6间殿堂和僧舍，从而恢复了原寺规模的三分之一。21世纪初，该寺有僧人92名。大经堂内供奉着释迦牟尼以及该寺第三代堪布洛桑土登像；还有质地是藏青果的米拉日巴（1040年－1123年）曾用过的手杖、茶碗、饭碗等物品，金铜十一面观世音菩萨像，观世音金绣唐卡等文物600多件。
2012年，甘丹曲果林寺被评为西藏自治区和谐模范寺庙，该寺僧人69名被评为西藏自治区爱国守法先进僧尼。
甘丹曲果林寺的主要宗教节日是“朋加”节（朝长寿瓶节）。该节日始于七世达赖格桑嘉措时期。每年藏历元月十四日起，由大约20人组成的喇嘛队伍利用8到11天制作“长寿丸”（即“玛尼日普”），“长寿丸”制成后过秤放进特制的瓶子内封口盖章。藏历二月三日至七日，甘丹曲果林寺的全体在寺喇嘛静坐念经，念经主要是念“天经素久”和“玛尼珠巴”两种经书。在此期间，喇嘛不准出该寺，俗人不准进入该寺，喇嘛只准吃素不准吃荤。该节日的主要内容有“朋加”叩天，主持喇嘛赐给信众“加堆”（即护结）和“玛尼日普”（即长寿丸）等等。“朋加”的规模很大，信众由南木林、秋木、甲措、拉布普、多角、卡孜、达那、白玛当等乡村前来，多时可达上万人。
甘丹曲果林寺所在的香沟也有许多圣迹：香沟的沟口有大、小“素尔”（即：大素尔·释迦迥乃、喜饶扎巴）修行洞“香达白钦”；香沟的中部有琼波南交巴（香巴噶举派创始人）的驻锡地“香雄多吉殿寺”及“穆觉寺”、主钦·热巴瓦驻锡地“巴热扎嘎”等等；香沟的上部有色吾沟，其内有证士曲尼囊单修建的“色吾寺”。从此处向北翻过山口便来到纳木错，向东南至乌友，此城有噶当巴热顶玛德谢迥那住锡地“乌友寺”，达鲁前有莲花生修行洞等等，再向南便来到苯教坟寺“热拉雍仲林”。 